# Qanu
Qanu, jedan od Mjao (Hmong), porodica Mjao-Jao, naroda naseljen u selima južno od grada Kaili, u provinciji Guizhou, Kina. Sami sebe oni zovu Qanu, a od svojih susjeda nazivani su i  '"Mjao s češljem u kosi"' . Žive od zemljodejlstva i uzgoja stoke. Po vjeri su animisti, a u posebnom strahu žive od duha vode. Ima ih oko 14,000.

## Vanjske poveznice
- Qanu  Arhivirana inačica izvorne stranice od 9. studenoga 2010. (Wayback Machine)